# Toeti Heraty
Toeti Heraty, también conocida como Toeti Heraty Noerhadi-Roosseno (Bandung, 27 de noviembre de 1932–Yakarta, 13 de junio de 2021) fue una poetisa indonesia.

## Biografía
Nació en Bandung, Java Occidental, el 27 de noviembre de 1933. Su padre era un conocido experto en ingeniería y todos sus hermanos trabajan en ciencias duras. Siguiendo la tradición familiar, estudió medicina en la Universidad de Indonesia (UI) desde 1951 hasta 1955. Luego se licenció en psicología en 1962 y escribió su tesis sobre Simone de Beauvoir. En la Universidad de Leiden, Países Bajos, se licenció en Filosofía y elaboró su tesis sobre El yo / ego en la cultura o Aku Dalam Budaya. Mientras vivió en los Países Bajos, conoció a su futuro marido, el biólogo indonesio Eddy Noerhadi. Se casaron en 1958. Heraty completó su doctorado en filosofía en la Universidad de Indonesia en 1979 con una tesis sobre El yo y la cultura.
A pesar de sus estudios en ciencias duras, se inclinó por las artes y la literatura. Además de poeta, fue filósofa, historiadora del arte y activista de derechos humanos. Comenzó a escribir cuando era estudiante universitaria y desde 1966 colaboró con frecuencia en las principales revistas culturales y literarias de Indonesia. Desde entonces se dedicó activamente al mundo académico. Fue profesora en la Facultad de Psicología de la Universidad de Padjadjaran. Fue cofundadora (junto con Soerjanto Poespowardojo) del Departamento de Filosofía de la Facultad de Artes de la Universidad de Indonesia y ejerció como profesora. También fue la directora del Departamento de Filosofía y del programa de posgrado de Estudios de Filosofía. Heraty también fue decana de la Lembaga Pendidikan Kesenian, del Instituto de Artes de Yakarta, y profesora interina en la Facultad de Artes de la UI en 1994.

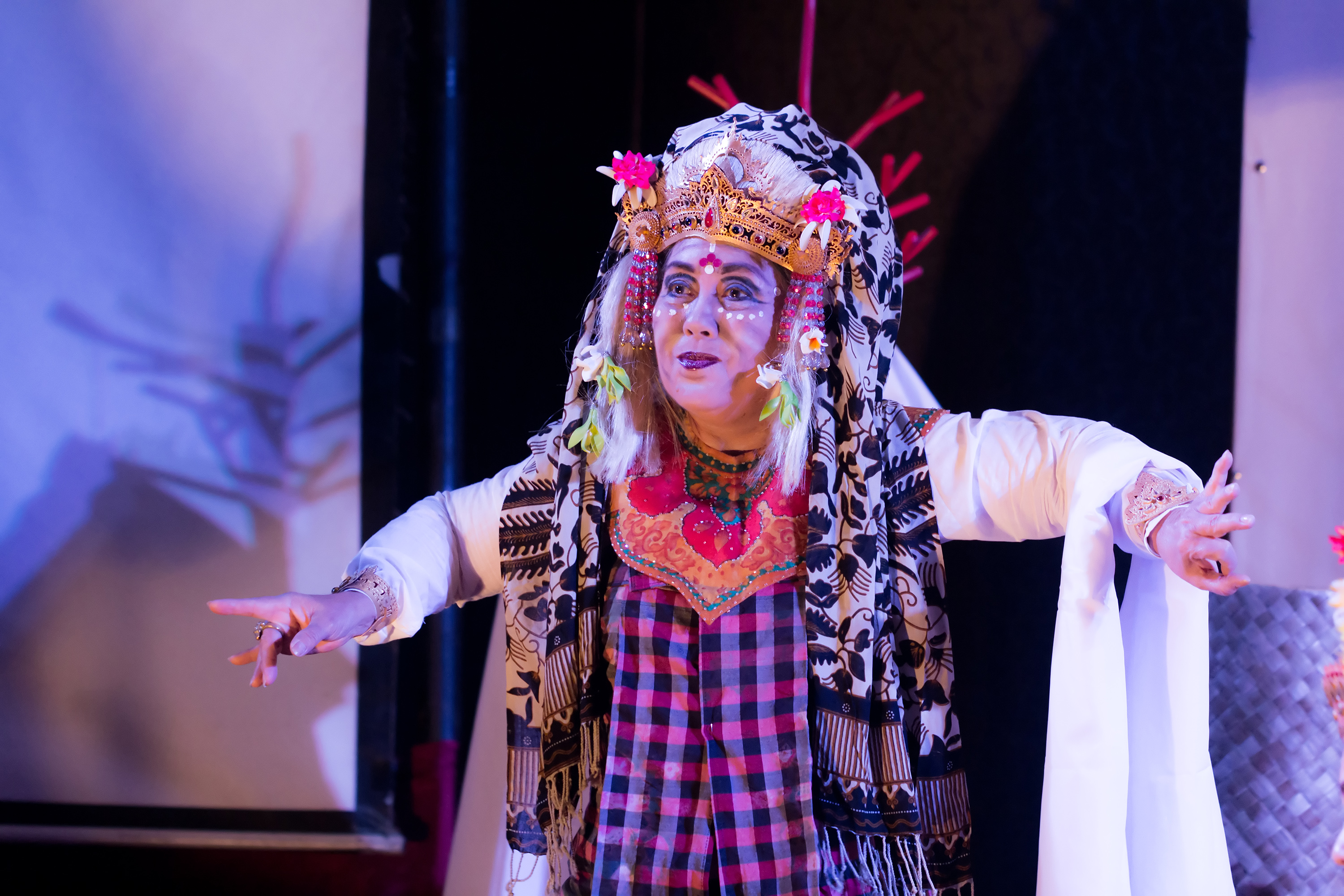
Bulantrisna Djelantik interpretando a Calon Arang en un drama de danza balinesa basado en la versión de la historia de Heraty.

Toeti Heraty ha sido señalada como «la única mujer entre los principales poetas indonesios contemporáneos». Su poesía ha sido descrita como difícil de entender, combinando una "ambigüedad deliberadamente cultivada" con un "tipo de imágenes a menudo inesperadas y puramente asociativas". Pero posiblemente fuese su eficaz uso de la ironía para destacar la posición desfavorable de las mujeres en una sociedad patriarcal lo que distingue la poesía de Toeti de la de sus pares. Publicó su primera gran colección de poemas, "Sajak-Sajak 33" (Poemas a los 33) en 1974, que incluyó "Dua Wanita" (Dos mujeres), "Siklus" (Ciclo) y "Geneva Bulan Juli" (Ginebra en julio). En 1982 publicó su segundo volumen de poemas recopilados, "Mimpi dan Pretensi" (Sueños y pretensiones). También ha editado un volumen de poesía neerlandesa e indonesia y una colección de poesía de mujeres. Su poema más reciente, "Calon Arang: la historia de una mujer víctimizada por el patriarcado", un libro lírico, ofreció una visión crítica de la percepción estándar de la gran figura arquetípica de Indonesia, Calon Arang. El poema presenta una imagen tridimensional de una mujer que se enfrenta a la sociedad represiva y patriarcal, pero que desafortunadamente es percibida como una bruja legendaria.
Se considera que Heraty pertenece a la primera generación de pensadores feministas indonesios y ha escrito extensamente sobre temas de importancia para las mujeres. La poesía de Heraty no solo refleja su postura feminista, sino también su amor por las artes. Su casa en Menteng, en Yakarta, funciona como una galería y alberga una serie de pinturas de destacados pintores, entre ellos Affandi, S. Sudjojono, Srihadi Soedarsono. También dirigió la Yayasan Mitra Budaya Indonesia, (YMBI, Fundación para los amantes de la cultura indonesia) en 1998. Fue la fundadora de Jurnal Perempuan, una revista feminista que plantea temas relacionados con las mujeres. Heraty también ofreció sus servicios a una organización no gubernamental, Suara Ibu Peduli, que trabaja por el empoderamiento de las mujeres.
Heraty murió el 13 de junio de 2021 en el Hospital del Centro Médico Metropolitano de Yakarta.

## Publicaciones
- Heraty, Toeti (1974). Sajak-sajak 33 (en indonesio). Jakarta: Budaja Djaja. OCLC 2891785.
- Heraty, Toeti; McGlynn, John H. (1979). Seserpih pinang sepucuk sirih : bunga rampai puisi wanita [A taste of betel and lime : an anthology of poetry by women] (en en, id). Jakarta: Pustaka Jaya. OCLC 219920699.
- Heraty, Toeti (1981). Poetry International : Toeti Heraty Noerhadi. Jakarta: Rotterdamse Kunststichting. OCLC 66703103.
- Heraty, Toeti (1982). Mimpi & pretensi (en indonesio). Jakarta: Balai Pustaka. OCLC 10111240.
- Heraty, Toeti (1982). Semalam dengan penyair wanita (en indonesio). Jakarta: Taman Ismail Marzuki. OCLC 21870176.
- Heraty, Toeti; Marzuki, Yazir (1982). Borobudur. Jakarta: Djambatan. OCLC 10112746.
- Heraty, Toeti (1983). Kreativitas : kumpulan 12 makalah serta diskusi Simposium Kreativitas yang diadakan oleh Akademi Jakarta dari tanggal 29-31 Oktober 1980 untuk memperingati ulangtahunnya yang ke 10 (en indonesio). Jakarta: Akademi Jakarta : Dian Rakyat. OCLC 10760861.
- Heraty, Toeti (1983). Women's self concept : facts and fears in transition (en indonesio). Yogyakarta: The fourth Indonesian-Dutch History Conference Publication. OCLC 24883623.
- Heraty, Toeti (1984). Aku dalam budaya : suatu telaah filsafat mengenai hubungan subyek-obyek (en id, nl). Jakarta: Pustaka Jaya. OCLC 12667941.
- Heraty, Toeti; Teeuw, A. (1986). Manifestasi puisi Indonesia-Belanda / Indonesia-Nederland poezie manifestatie/ samenstelling (en id, nl). Jakarta: Penerbit Sinar Harapan. OCLC 20751882.
- Heraty, Toeti (1990). Dinamika wanita Indonesia (en indonesio). Jakarta: Pusat Pengembangan Sumberdaya Wanita. OCLC 27430424.
- Heraty, Toeti (1995). Nostalgi, transendensi : pilihan sajak (en indonesio). Jakarta: Gramedia Widiasarana Indonesia. ISBN 978-979-553-483-9. OCLC 33443849.
- Heraty, Toeti (2000). Calon arang : kisah perempuan korban patriarki : prosa lirik (en indonesio). Jakarta: Yayasan Obor Indonesia. ISBN 978-979-461-363-4. OCLC 4734865.
- Heraty, Toeti (2000). Hidup matinya sang pengarang (en indonesio). Jakarta: Yayasan Obor Indonesia. ISBN 978-979-461-362-7. OCLC 52604148.
- Heraty, Toeti; McGlynn, John (2003). A Time, A Season: Selected Poems of Toeti Heraty (en id, en). Jakarta: Lontar Foundation. ISBN 978-979-8083-51-8. OCLC 54530299.
- Heraty, Toeti; Rosa Herliany, Dorothea (2003). Pencarian belum selesai : fragmen otobiografi Toeti Heraty (en indonesio). Magelang: IndonesiaTera. ISBN 978-979-9375-42-1. OCLC 54821860. ISBN 979-9375-42-8. ISBN 979-9375-37-1. ISBN 978-979-9375-37-7.
- Heraty, Toeti (2003). Pawai kehidupan : 70 tahun Toeti Heraty : sumbangan tulisan dari sahabat, kawan, rekan tercinta dan terhormat (en id, nl, en). Jakarta: Yayasan Mitra Budaya Indonesia. ISBN 978-979-9563-16-3. OCLC 55286435.
- Heraty, Toeti (2006). Calon Arang : the story of a woman sacrificed to patriarchy : lyrical prose. Jakarta: Sanur: Saritaksu Editions. ISBN 978-979-9697-59-2. OCLC 105364367.
- Heraty, Toeti (2008). Warna-warni (en indonesio). Depok, Jakarta: Filsafat UI Press, Departemen Filsafat, Fakultas Ilmu Pengetahuan Budaya, Universitas Indonesia. ISBN 978-979-97298-5-9. OCLC 317778502.
- Heraty, Toeti; Aveling, Harry (2008). Rainbow : 18 Indonesian women poets. Yogyakarta: Tera. ISBN 978-978-77506-6-7. OCLC 298707230.
- Heraty, Toeti (2008). Puisi [Poems]. London: Enitharmon. ISBN 978-1-904634-79-9. OCLC 603872004.
- Heraty, Toeti (2009). Akademi Jakarta mengenang 100 tahun Sutan Syahrir : pasang surut idealisme : kajian "Renungan Indonesia" Sutan Syahrir (en indonesio). Jakarta: Galeri Cipta II Taman Ismail Marzuki. OCLC 433975903.
- Heraty, Toeti (2010). Rainha Boki Raja : ratu Ternate abad keenambelas (en en, id). Depok, Indonesia: Komunitas Bambu. ISBN 978-979-3731-85-8. OCLC 677976885.